# John Wight Duff
John Wight Duff FBA (* 4. September 1866 in Dundee; † 9. Dezember 1944 in Durham) war ein schottischer Klassischer Philologe.

## Leben
John Wight Duff studierte Klassische Philologie an den Universitäten zu Aberdeen, Oxford und Leipzig. 1886 erreichte er den Mastergrad in Oxford. Von 1891 bis 1893 wirkte er als Assistant Professor of Greek an der University of Aberdeen, wo er seinen zweiten Mastertitel erwarb. Von 1893 bis 1898 war er Professor of Classics and English am Armstrong College in Newcastle. Von 1898 bis zu seiner Emeritierung (1933) war er Professor of Classics an der University of Durham. Im Jahr 1935/1936 war er Sather Professor an der University of California, Berkeley.
John Wight Duff beschäftigte sich mit weiten Bereichen der lateinischen Literatur. Er verfasste eine mehrfach nachgedruckte zweibändige Literaturgeschichte sowie Studien über die römische Satire. In seinen späteren Jahren verfasste er seine Studien gemeinsam mit seinem Sohn und Schüler Arnold Mackay Duff.
Duff war gewähltes Mitglied der Society for the Promotion of Roman Studies (seit Juni 1923), der British Academy (seit 1931), Honorary Fellow des Pembroke College der Universität Oxford, hatte die Doktortitel D.Litt. (Oxford) und LL.D. (Aberdeen) erworben und die Ehrendoktorwürde der University of Durham erhalten. Bis zu seinem Tod gehörte er der Society of Antiquaries of Newcastle upon Tyne an, deren Präsident er noch im hohen Alter war.

## Schriften (Auswahl)
- A Literary History of Rome. Zwei Bände, London 1909–1910. Zweite überarbeitete Auflage, New York 1960. Dritte Auflage, London 1964
- Martial, realism and sentiment in the epigram. Leeds 1929
- Minor Latin poets. Zwei Bände, London/Cambridge (Massachusetts) 1934–1935 (Loeb Classical Library 284, 334). Zahlreiche Nachdrucke
- Roman satire: its outlook on social life. Berkeley 1936. Nachdruck Hamden 1964